# Parempuyre
Parempuyre [paʁɑ̃pɥiʁ] ist eine französische Gemeinde mit 10.407 Einwohnern (Stand: 1. Januar 2022) im Département Gironde in der Region Nouvelle-Aquitaine. Die Stadt liegt im Arrondissement Bordeaux und dort im Kanton Les Portes du Médoc. Die Einwohner heißen Parempuyrien(ne)s.

## Geographie
Parempuyre liegt an der Garonne nördlich von Bordeaux in der Landschaft Médoc. Nachbargemeinden sind im Norden Ludon-Médoc, im Osten Saint-Louis-de-Montferrand, Blanquefort im Süden und im Westen Le Pian-Médoc.
Parempuyre ist Teil des Weinbaugebiets Haut-Médoc.

## Bevölkerung
| Jahr      | 1962  | 1968  | 1975  | 1982  | 1990  | 1999  | 2006  | 2017  |
| --------- | ----- | ----- | ----- | ----- | ----- | ----- | ----- | ----- |
| Einwohner | 1.166 | 1.670 | 2.148 | 3.541 | 5.481 | 6.613 | 7.239 | 8.709 |

## Sehenswürdigkeiten
- Kirche Saint-Pierre
- Château Pichon
- Château Ségur
- Vieux Logis

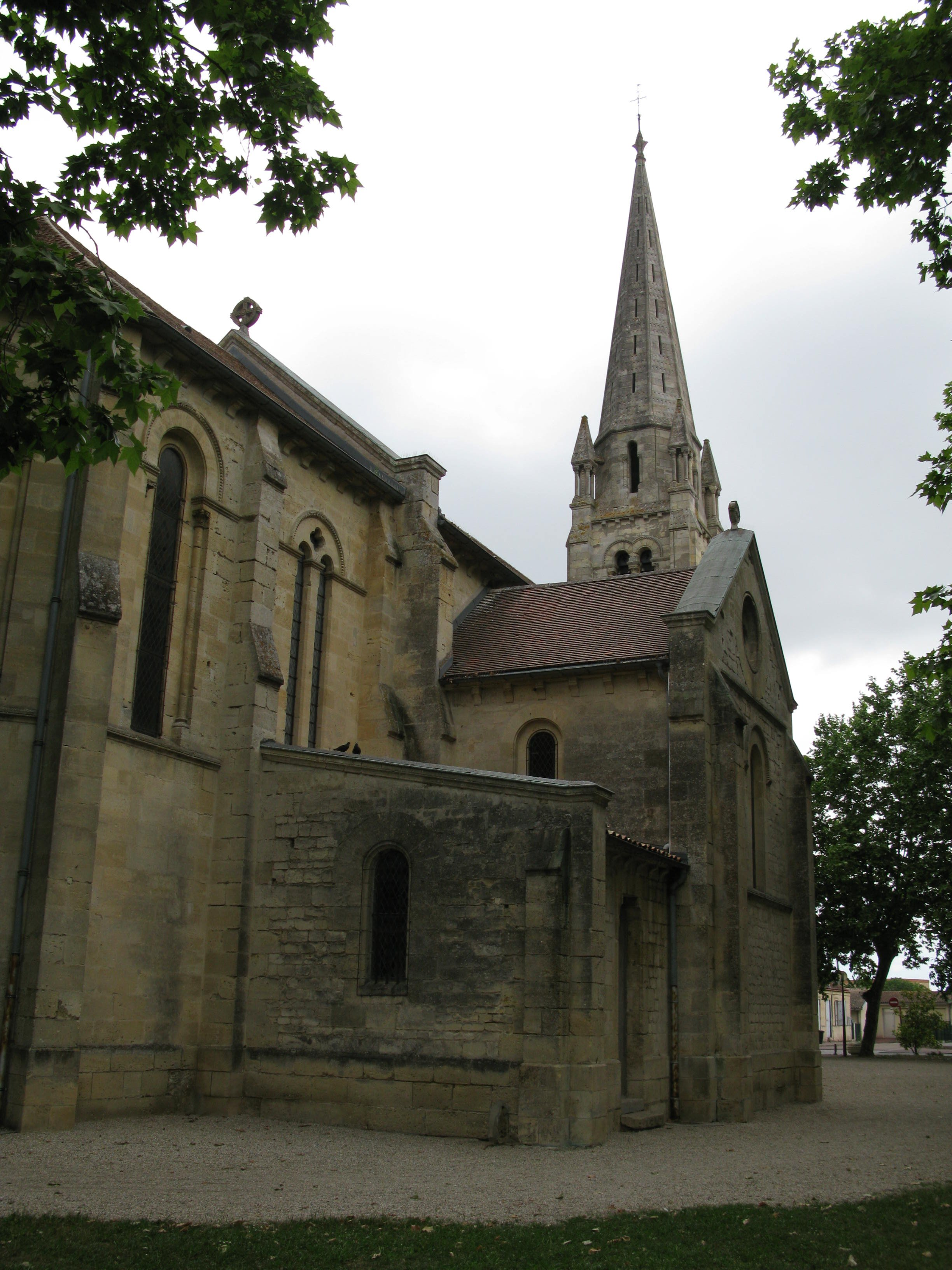
Kirche Saint-Pierre

Siehe auch: Liste der Monuments historiques in Parempuyre